# مغزه‌گیر

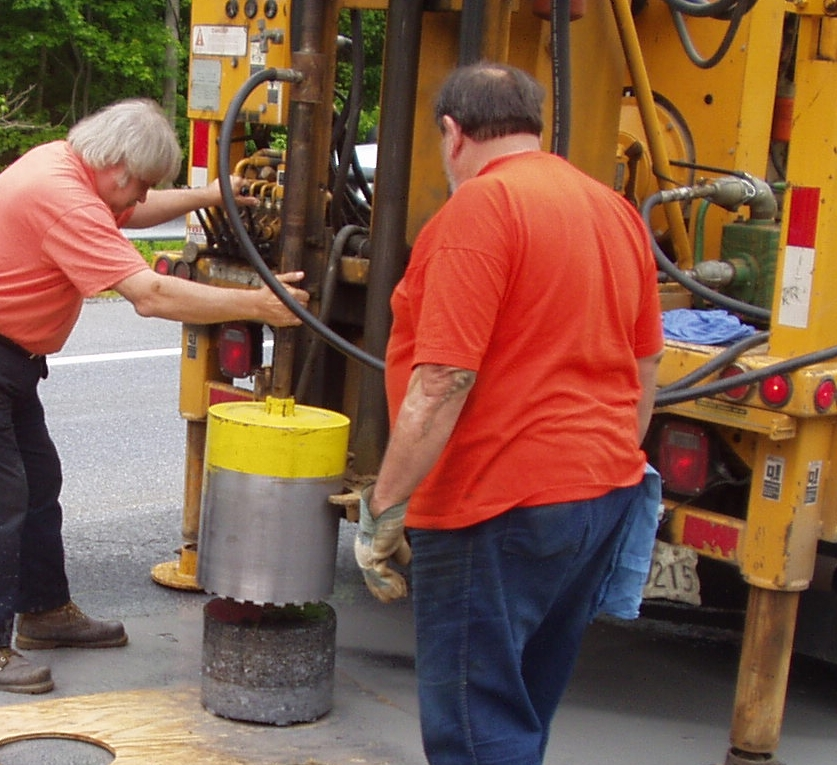
مغزه‌گیر نصب‌شده بر کامیون

مَغزه‌گیر (انگلیسی: Core drill) در شکل امروزی خود، یک دکل حفاری است که به‌طور ویژه برای بیرون کشیدن استوانه‌ای از ماده طراحی شده است، درست مانند یک اره سوراخ‌بر. ماده‌ای که درون مته باقی می‌ماند، «مغزه» نامیده می‌شود.
مغزه‌گیرهایی که برای فلز استفاده می‌شوند، برش‌دهنده حلقوی نام دارند. مغزه‌گیرهایی که برای بتن و سنگ سخت به‌کار می‌روند، معمولاً از پودر الماس صنعتی به‌عنوان مادهٔ ساینده بهره می‌گیرند و ممکن است با نیروی برق، نیروی پنوماتیکی (بادی) یا نیروی هیدرولیکی کار کنند. مغزه‌گیرها معمولاً با آب خنک می‌شوند و همین آب، ضایعات ریز را به‌صورت دوغاب (slurry) از محل حفاری خارج می‌کند. برای حفاری در مصالح بنایی، می‌توان از مغزه‌گیرهای کاربیدی استفاده کرد، اما مغزه‌گیرهای الماسی در برش آرماتور (میل‌گرد) موفق‌تر عمل می‌کنند.
قدیمی‌ترین مغزه‌گیرها توسط مصر باستان در حدود ۳۰۰۰ سال پیش از میلاد اختراع شده‌اند. مغزه‌گیرها کاربردهای گوناگونی دارند، چه در مواردی که حفظ مغزه ضروری است (ابزار حفاری‌ای که برای مغزه‌گیری استفاده می‌شود اغلب «مغزه‌گیر» نامیده می‌شود) و چه زمانی‌که هدف، حفاری سریع‌تر با برداشت مادهٔ کمتر نسبت به مته‌های معمولی است. به همین دلیل، مغزه‌گیرهای نوک‌الماسی در ساخت‌وساز برای ایجاد سوراخ‌هایی برای لوله‌کشی، آدم‌روها و دیگر نفوذهای بزرگ‌قطر در بتن یا سنگ بسیار رایج هستند.
مغزه‌گیرها به‌طور گسترده در حفاری اکتشافی الماسی در صنایع معدنی به‌کار می‌روند، جایی‌که رشته حفاری ممکن است چند صد تا چند هزار فوت طول داشته باشد. نمونه‌های مغزه بازیابی شده و توسط زمین‌شناسان از نظر درصد کانی‌ها و نقاط تماس چینه‌ای بررسی می‌شوند. این داده‌ها اطلاعات لازم را در اختیار شرکت‌های اکتشافی قرار می‌دهد تا دربارهٔ آغاز یا توقف عملیات معدنی در یک منطقه تصمیم بگیرند.

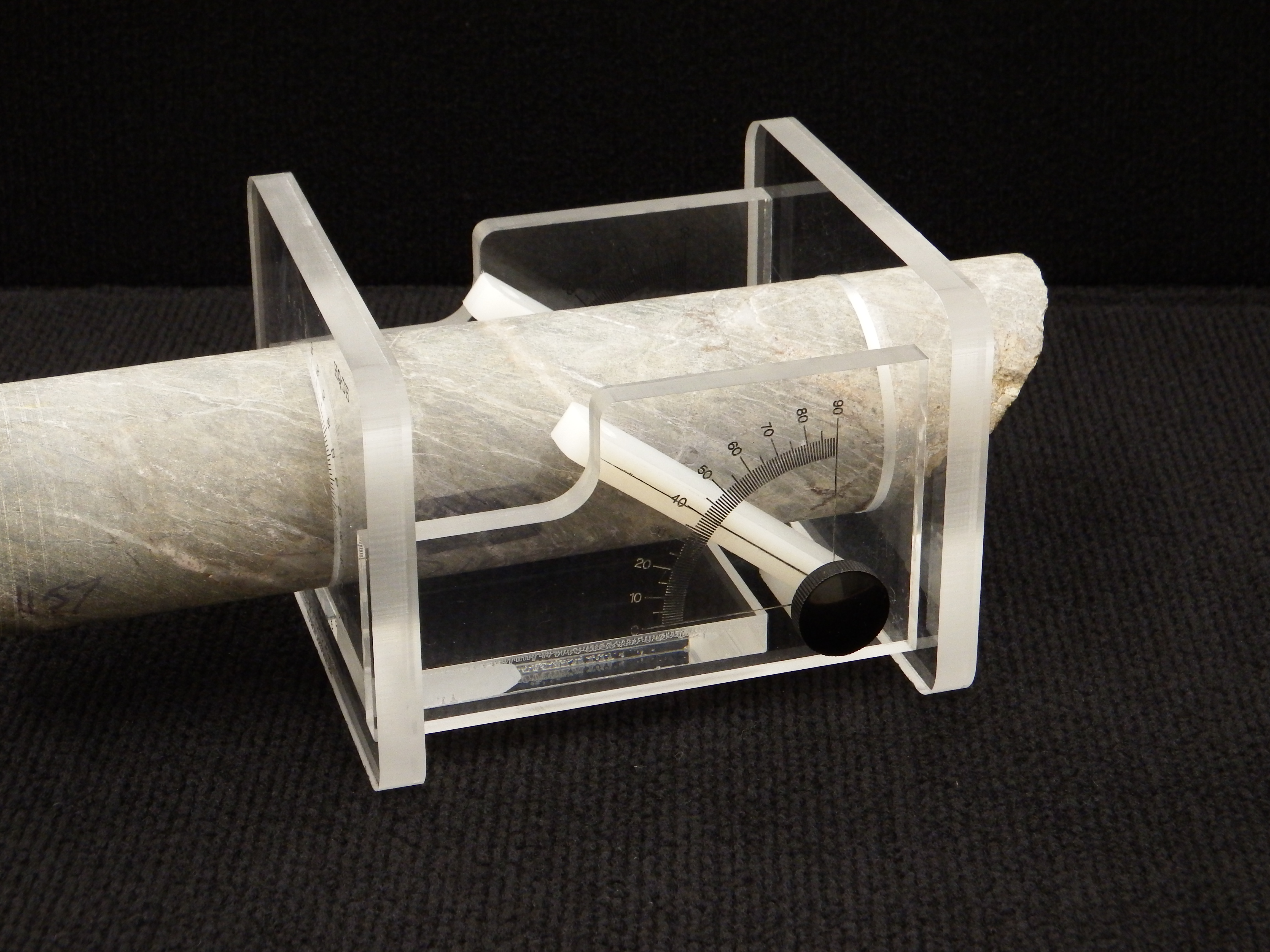
یک زاویه‌سنج مغزه‌محور که هنگام تحلیل مغزه‌ها برای یافتن سطح تماس‌ها و ساختارها به‌کار می‌رود

پیش از آغاز جنگ جهانی دوم، جان برانر نیوسام، مهندس معدن اهل کالیفرنیا، مغزه‌گیری را اختراع و ثبت اختراع کرد که می‌توانست مغزه‌هایی با قطر بزرگ‌تر از ۵ فوت و تا ۱۰ فوت طول، برای چاه‌های معدنی استخراج کند. این نوع مغزه‌گیر برای چاه‌زنی دیگر استفاده نمی‌شود، زیرا بزرگ، کند و مستعد گیرکردن براده‌ها بود و تنها در سنگ‌های نرم مؤثر عمل می‌کرد. فناوری امروزی چاه‌زنی همین کار را با سرعت و هزینهٔ کمتر انجام می‌دهد.
مغزه‌گیرها با منابع توان مختلف از جمله برقی، پنوماتیکی (بادی) و هیدرولیکی عرضه می‌شوند که همهٔ آن‌ها به منبع توان مانند ژنراتور نیاز دارند.

## مغزه‌گیری با کابل سیمی
مغزه‌گیری با کابل سیمی (Wireline) روشی است که در آن، برای بیرون کشیدن مغزه، نیازی به بیرون کشیدن کل رشتهٔ میله‌های حفاری نیست و این رشته تنها زمانی بیرون کشیده می‌شود که حفاری به پایان برسد یا مته نیاز به تعویض داشته باشد. با عمیق‌تر شدن چاه، میله‌های حفاری از بالا به رشته افزوده می‌شوند. مغزه درون یک لولهٔ داخلی قرار دارد که در تماس با سر حفاری قفل شده است. برای بازیابی مغزه، سامانهٔ محرک جدا می‌شود و بالای میلهٔ حفاری بازمی‌گردد. ابزاری به‌نام «سرپوش» (overshot assembly) در انتهای کابلی متصل شده و با فشار آب به پایین رشتهٔ حفاری رانده می‌شود. هنگامی‌که به لولهٔ نمونه‌گیر می‌رسد، به بالای آن قفل می‌شود و با اعمال کشش به کابل از طریق وینچ، مغزه از سر حفاری جدا شده و به‌همراه مغزه درون آن، به دهانهٔ بالایی رشتهٔ حفاری بازگردانده می‌شود؛ جایی‌که می‌توان مغزه را خارج کرد و سپس لولهٔ نمونه‌گیر را برای ادامهٔ حفاری دوباره پایین فرستاد تا به سر برش‌گیر قفل شود.
این روش به‌ویژه برای چاه‌های عمیق‌تر از ۳۰ فوت مفید است، زیرا در غیر این صورت، باید کل رشتهٔ حفاری برای بازیابی مغزه بیرون کشیده، و سپس دوباره فرو برده می‌شد و این فرایند تکرار می‌شد. بیرون کشیدن تمام میله‌ها هر ۳۰ فوت، برای چاه‌های عمیق در اکتشافات معدنی، که ممکن است تا ۱۰۰۰ فوت یا بیشتر عمق داشته باشند، وقت‌گیر بود. این روش زمان حفاری و هزینه را به‌طور چشمگیری کاهش داد و موجب شد حفاری جایگزین مناسبی برای چاه‌زنی به‌عنوان روش اکتشاف معدنی شود. همچنین در خاک‌هایی که خطر ریزش دیواره وجود دارد، مناسب است و تا عمق ۱۰۰۰ متر به‌خوبی عمل می‌کند. این روش در قطرهای مختلف در دسترس است.